# Erich Dolleschal
Erich Dolleschal (* 17. Juli 1896 in Stuttgart; † 1983) war ein deutscher Werbegraphiker, Gebrauchsgraphiker und Maler.
Erich Dolleschal lebte als freischaffender Künstler in Bad Dürkheim. Seine künstlerische Ausbildung erhielt er von 1919 bis 1923 an der Kunstgewerbeschule Stuttgart in der Graphikklasse von Professor Max Körner und ab 1921 als Meisterschüler von Professor Friedrich Hermann Ernst Schneidler.
Ab 1930 war Dolleschal künstlerischer Mitarbeiter der Kunstanstalt Krugmann in Fürth. Dolleschal nahm an mehreren Ausstellungen teil, unter anderem an der  5. Triennale in Mailand 1934 und in der Neuen Sammlung in München 1949. In Mailand 1934 erhielt er die Bronzemedaille der 5. Triennale für seine Entwürfe von Flaschen-Etiketten; weitere Auszeichnungen folgten. Seine Arbeiten fanden Erwähnung in deutschen und internationalen Fachzeitschriften:  1933 in Gebrauchsgraphik unter dem Titel  Arbeiten jüngerer württembergischer Graphiker, 1934 in Commercial Art and Industry und 1953 in  Modern Publicity, Graphis  und Publimondial. Dolleschal signierte seine Arbeiten mit dem Kürzel Do in Sütterlinschrift.
Im Victoria and Albert Museum in London und in der Kunstbibliothek der Staatlichen Museen zu Berlin Preußischer Kulturbesitz finden sich einige Arbeiten Dolleschals, vor allem Original Entwürfe für Weinetiketten.